# Thorstein le Goz
Thorstein le Goz también  Thurstan Goz Toustain y Turstin (c. 989-1041), fue un noble normando, vizconde de Avranches, descendiente de vikingos que se establecieron en Normandía. Hijo de Ansfrid II le Goz, vizconde de Hièmois y señor de Falaise. Su abuelo era Ansfrid I el Danés.
Thorstein fue el gran favorito de Roberto I de Normandía, a quien acompañó a Tierra Santa y se le encomendó traer las reliquias que el duque había obtenido del patriarca de Jerusalén para presentarlas a la Abadía de Cerisy-la-Forêt, que él había fundado. Pese a ser leal a los duques de Normandía, en 1041 se rebeló contra el hijo de Roberto, el joven duque Guillermo. Se alzó en rebeldía guarneciendo el castillo de Falaise, por lo que fue exiliado, y sus tierras confiscadas y entregadas por el duque a su madre Arlette de Falaise, entonces esposa de Herluin de Conteville. 

## Herencia
Se casó con Judith de Montanolier (Turuvisia, c. 960), hija de Guillermo de Montanolier (Guillaume, c. 917-977). Fruto de esa relación nacieron varios hijos:
- Turstin Haldup [Le Goz] (c. 1013-1079), barón de La Haye-du-Puits, Plessis y Lessay.
- Robert Bigod [Le Goz] (el chambelán, c. 1015-1071);
- Onfroi de Tilleul [Le Goz], (c. 1030-1068);
- Richard le Goz, vizconde de Avranches. Padre de Hugo de Avranches;
- Gilberto [Gislebert] le Goz;
- Anne le Goz;
- Simon de Saint-Sever (m. 1090). Padre de Richard Fitz Simon de Saint-Sever y de Adam Fitz Simon, señor de Threxton & Almeshoe (m. 1118).

Otros posibles hijos:
- Vitalis de Bernay